# 영운동
영운동(永雲洞)은 충청북도 청주시 상당구에 있는 동이다.

## 역사
- 1897년 충청북도 청주군 동주내면
- 1914년 충청북도 청주군 사주면 영운리
- 1935년 충청북도 청주군 청주읍 영운리
- 1949년 충청북도 청주시 영운동
- 1982년 분평동·용암동 일부를 영운동에 편입.
- 1994년 영운동·용정동 일부를 금천동으로 경계를 조정.
- 1995년 충청북도 청주시 상당구 영운동